# 塞赫姆拉-何鲁希玛特·因提夫
伊里奥特弗八世（？-？），又译因提夫八世。是埃及第十七王朝的一位国王，他在位期间正值第二中间期，当时埃及有第十七王朝和埃及第十五王朝共存。
| 前任者： 因提夫七世 | 埃及国王 埃及第十七王朝 | 繼任者： 雅赫摩斯 |